# Marvel End Time Arena
Marvel End Time Arena es un videojuego MOBA desarrollado y publicado por Smilegate para Windows. Se basa en el universo de Marvel Comics. El juego presenta una visión apocalíptica de dimensiones en colisión, lo que provoca una gran guerra entre héroes de varios rincones del multiverso.

## Trama
Marvel End Time Arena cuenta la historia de dimensiones paralelas, cuya colisión amenaza a todo el universo. Los héroes que apoyan a S.H.I.E.L.D., una organización gubernamental que protege el planeta, se encuentran con sus contrapartes de otras dimensiones. Numerosos bandos del conflicto luchan por la supervivencia de su propio mundo. Los poderosos villanos de los cómics de Marvel están tratando de sacar provecho de todo el conflicto. Por razones desconocidas, se abrieron túneles de tiempo/espacio en todo el universo y transformaron planetas distantes en campos de batalla.

## Jugabilidad
Marvel End Time Arena es un MOBA tradicional que se centra en batallas en equipo que se libran en arenas cerradas. Durante estas peleas, los jugadores están desarrollando sus personajes como en los juegos de rol. La acción se presenta desde una perspectiva isométrica y los personajes se controlan con un ratón y un teclado. Las batallas tienen una capa estratégica. La tarea principal de los jugadores es defender sus fortificaciones y destruir la base enemiga. Muchos personajes no jugables también participan en el combate, atacando constantemente las fortificaciones de sus enemigos.
Los jugadores pueden elegir entre unas pocas docenas de personajes reconocibles, incluidos héroes y villanos. Entre ellos, se encuentran Spider-Man, Ironman, Hulk, Venom y Capitán América. Además de desarrollar el personaje durante el partido, los jugadores pueden mejorar sus estadísticas con cristales especiales como en League of Legends. Esto fortalece permanentemente a los personajes y proporciona una ventaja desde el comienzo de cada partida.

### Modos de juego
Marvel End Time Arena se centra en las batallas PvP que son la base de los partidos de deportes electrónicos. El juego competitivo es posible en uno de los mapas disponibles. Las batallas se disputan en equipos de tres, cinco o siete jugadores, depende del mapa. El juego también presenta una opción para jugar contra bots que reemplazan a los jugadores reales.

## Aspectos técnicos
El juego presenta gráficos y sonidos de alta calidad. Se detallan los modelos de personajes y el entorno. La tecnología Cel-shading hace que las texturas se parezcan más a un cómic.